# تری‌کلرمتیازید
تری‌کلرمتیازید (INN، که در حال حاضر با نام‌های تجاری Achletin، Diu-Hydrin و Triflumen به فروش می‌رسد) یک ادرارآور با خواص مشابه هیدروکلروتیازید است. معمولاً برای درمان ورم (از جمله مواردی که با نارسایی قلبی، سیروز کبدی و درمان با کورتیکواستروئید همراه است) و فشار خون بالا تجویز می‌شود. در دامپزشکی، تری‌کلرمتیازید را می‌توان با دگزامتازون ترکیب کرد تا در اسب‌ها با تورم خفیف اندام‌های انتهایی و کبودی عمومی استفاده شود.
تری‌کلرمتیازید به عنوان یک ادرارآور (به ویژه یک تیازید)، از دست دادن آب از بدن را تشویق می‌کند. تری‌کلرمتیازید با مهار بازجذب یون Na+/Cl− از لوله‌های انتهایی کلیه‌ها عمل می‌کند. علاوه بر این، تری‌کلرمتیازید باعث افزایش دفع پتاسیم می‌شود.

## مکانیسم اثر
به نظر می‌رسد تری‌کلرمتیازید از بازجذب فعال کلرید و احتمالاً سدیم در حلقه صعودی هنله جلوگیری می‌کند. این امر باعث دفع سدیم، کلرید و آب می‌شود و در نتیجه به عنوان یک ادرارآور عمل می‌کند. اگرچه تری‌کلرمتیازید برای درمان فشار خون بالا استفاده می‌شود، اثرات کاهش فشار آن ممکن است لزوماً به دلیل نقش آن به عنوان یک ادرارآور نباشد. تیازیدها به‌طور کلی با فعال کردن کانال‌های پتاسیم فعال شده با کلسیم در عضلات صاف عروق و مهار انیدرازهای کربنیک مختلف در بافت عروق باعث اتساع عروق می‌شوند.

## سنتز

سنتز تری‌کلرمتیازید: